# Tribschen

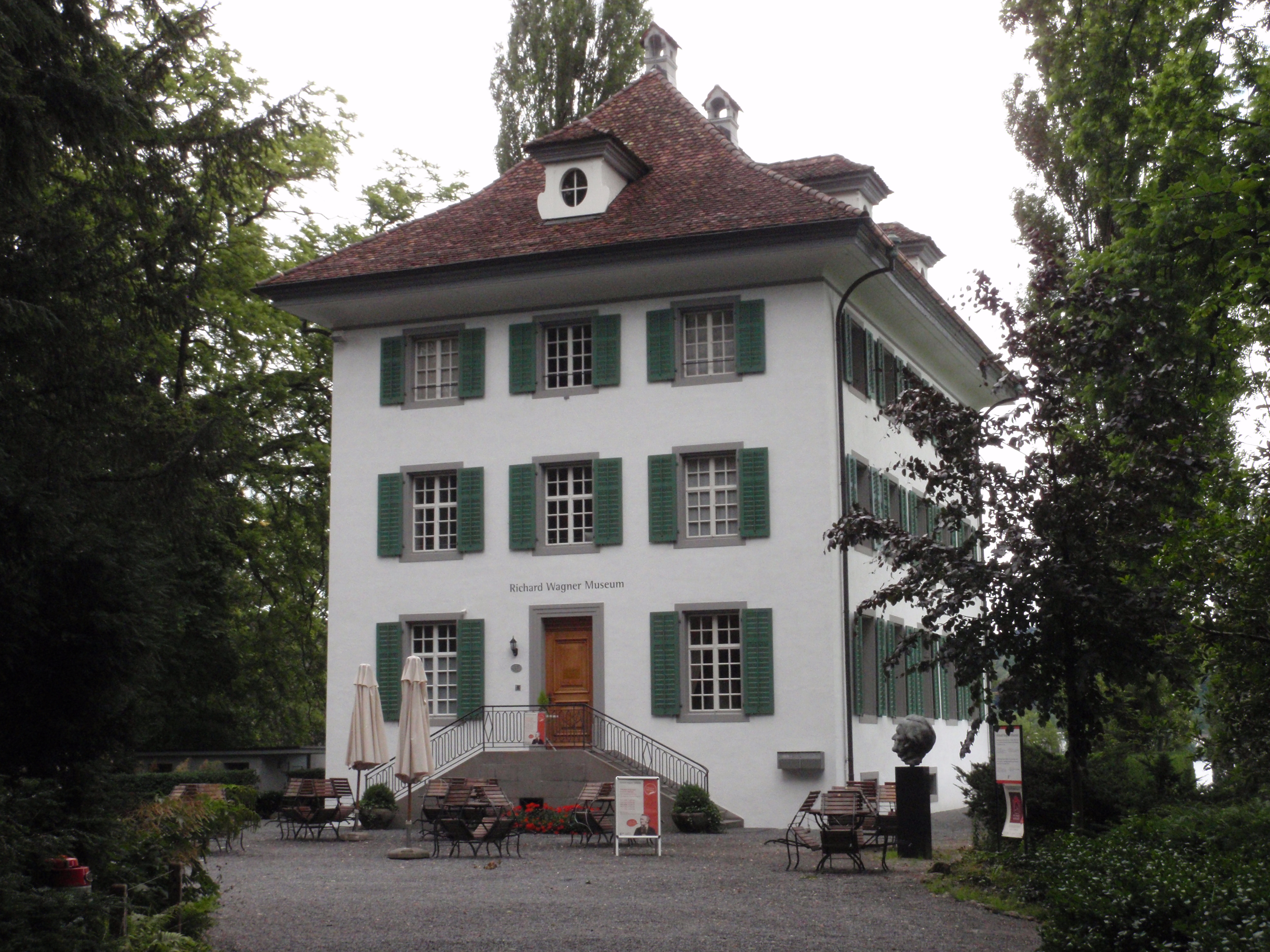
Richard Wagners villa i Tribschen

Tribschen är en liten udde i Vierwaldstättersjön i den schweiziska staden Luzern i distriktet Tribschen-Langensand. Det finns en skola, ett badhus och flera idrottsanläggningar i Tribschen. Det är framför allt känt för den villa där Richard Wagner bodde och som nu är ett museum.

## Villa Tribschen
Den kubformade villan byggdes redan under senmedeltiden och beboddes först av "Tripschens herrar". År 1623 skapades byggnadens grundform. Omkring år 1800 förvärvades den av den luzernska patricierfamiljen "am Rhyn" och omvandlades till sin nuvarande form. Under åren 1866 till 1872 byggdes ett påfågelhus av Cosima Wagner. Sjöboden som tillhör villan byggdes troligen i början av 1900-talet. År 1931 förvärvade staden Luzern byggnaden med den 30 000 m2 stora parken. Två år senare grundades Richard Wagner-museet.
Villan, tillsammans med påfågelhuset och båthuset, finns med på listan över kulturella tillgångar i Luzern som nationellt betydelsefulla.

## Wagners asyl på landet

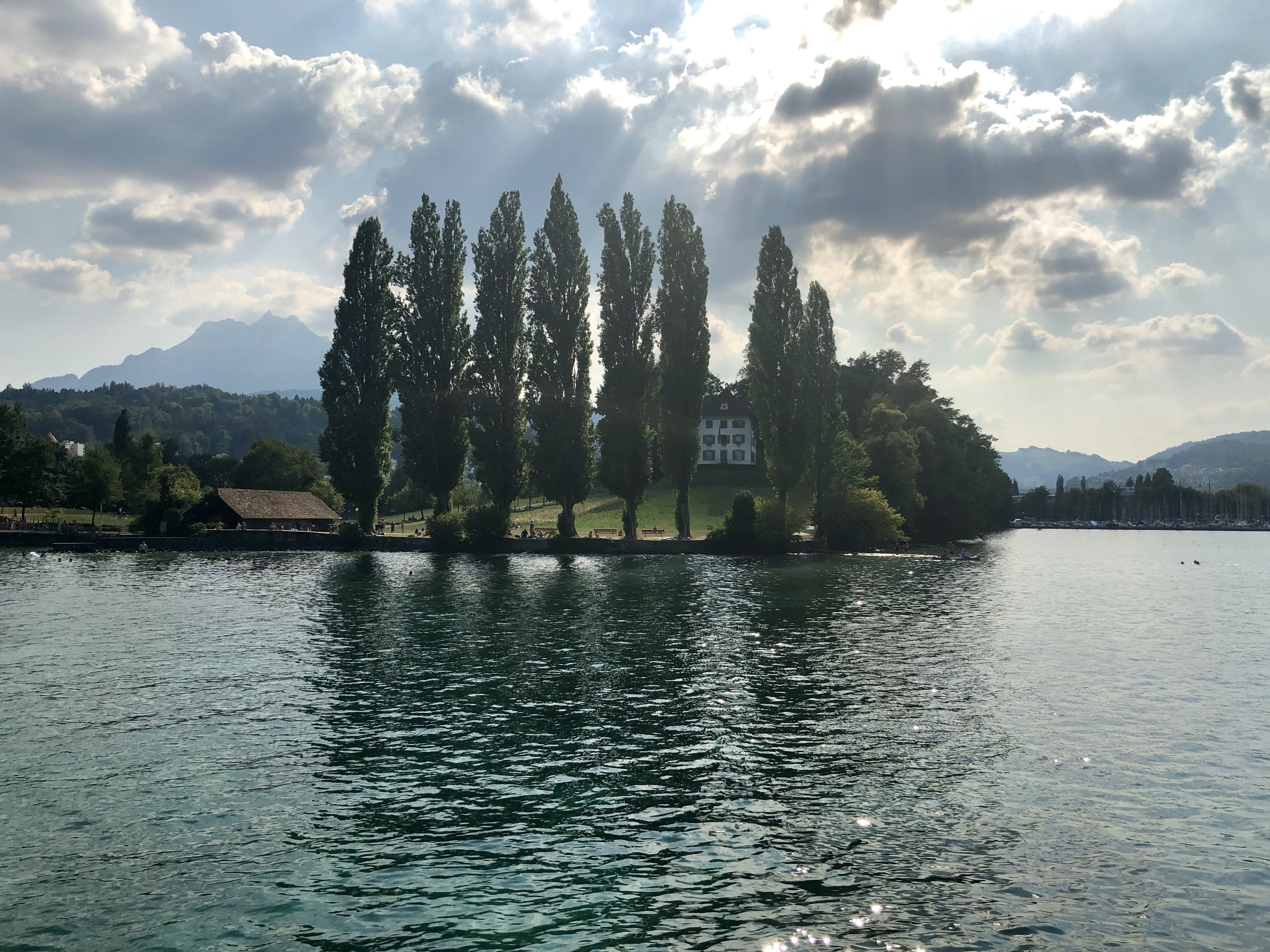
Villan och udden sett från sjösidan

Efter oroliga år av resande blev huset Richard Wagners "asyl", där han kom för att vila tills vidare. Överste Walter Ludwig am Rhyn-Schumacher hyrde ut villan till Richard Wagner från 1866 till 1872. Han tilldelades ett hedersdiplom av Rhyn, vilket gav kompositören rätt att använda den utdöda släkten Tribschens vapen. Wagner lät installera den i villa Wahnfried. Han bodde i Tribschen tillsammans med Cosima och deras barn. Här fullbordade han kompositionen av Mästersångarna i Nürnberg och fortsatte att arbeta med Nibelungens ring. Dottern till ägaren till lantstället, Angelique am Rhyn, ger en inblick i Wagners liv i sina memoarer och målar upp en lustig bild av "hyresgästen" i Tribschen:
"Wagner stod framför min far i sin vanliga kostym: liten till växten, kvick, smidig, med uttrycksfulla blå ögon, med den saxiska dialekt som lät extremt lustig i mina schweiziska öron. Han bar skor med spännen, ljusa silkesstrumpor och knäbyxor. En broderad brokadväst med spetsjabot hängde löst runt axlarna och en svart sammetsbasker täckte hans karakteristiska huvud. Vid hans sida satt Cosima, den långa, graciösa, slanka kvinnan i en vit broderad tyllklänning. Hennes fylliga mörkblonda hår föll ner över axlarna; Hennes vackra leende och blå, söta, ofta drömmande ögon tog allas hennes hjärtan med storm. "Herren", som han vanligtvis kallades av Luzerns befolkning, befann sig ofta i ekonomiska svårigheter och kunde sällan betala hyran för Tribschen i tid. Om hyran uteblev för länge kunde det hända att min far själv gick till villan för att försiktigt förhöra sig om hur det stod till med Wagners ekonomi. När kompositören var på gott humör underhöll han sin "feodalherre" – som han kallade min far – på ett furstligt sätt för att trösta honom med den obetalda hyran. Men om bristen på pengar var alltför akut, dök Wagner inte upp och lät helt enkelt meddela att han inte höll någon "konsultationstimme" nu. Han var begåvad med stor skådespelartalang och kunde ofta underhålla ett sällskap som tilltalade honom i timmar med kvicka och kvicka konversationer, men han tolererade sällan motsägelser. För att förstärka sina förklaringar, som alltid var levande och rika på bilder, även om de också erbjöds på ett främmande språk, utförde han ibland minnesvärda, nästan rytmiska rörelser med sina händer, armar eller med hela kroppen, vilket ofta ökade till de mest vågade hopp."

## Friedrich Nietzsche i Tribschen

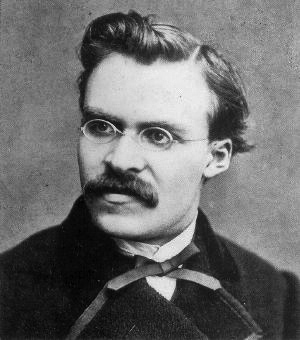
Friedrich Nietzsche år 1869

Efter sin utnämning till professor i Basel kom den unge Friedrich Nietzsche till Tribschen för första gången den 17 maj 1869 och blev vän med Wagners. För denne tidiga Nietzsche var Wagner en "bild" av den store Aischylos. Nietzsche skrev till sin vän Erwin Rohde:
«[…] För detta ändamål har jag funnit en man som inte liknar någon annan för mig bilden av vad Schopenhauer kallar "geni" och som är fullständigt genomsyrad av denna underbara och intima filosofi. Detta är ingen mindre än Richard Wagner, om vilken man inte får tro på något omdöme som står att finna i pressen, i skrifter av musikforskare etc. Ingen känner till den och kan bedöma den, eftersom hela världen står på en annan grund och inte känner sig hemma i dess atmosfär. Det finns en sådan ovillkorlig idealitet i honom, en så djup och rörande mänsklighet, ett sådant sublimt allvar i livet, att jag känner mig nära honom som om jag vore nära det gudomliga."
Nietzsche besökte Wagners mer än 20 gånger i Tribschen, bodde i sitt eget gästrum och blev förmodligen förälskad i Cosima, som han senare beskrev som sin "i hemlighet älskade Ariadne". Senare, när han fördjupade sig i olika skrifter (t.ex. Nietzsche contra Wagner), beskrev han sin tid i Tribschen som sin lyckligaste av alla.

## "Siegfried Idyll"
Wagners barn Eva och Siegfried föddes i Tribschen. Till Cosimas 33-årsdag skrev Wagner i hemlighet Siegfried-Idyll till minne av sin ende sons födelse och lät framföra den i Tribschen den 25 december 1870 med en liten kammarorkester (inklusive Richter, Ruhoff, Rauchenecker och Kahl). Cosima Wagner skrev i sin dagbok:
"När jag vaknade hörde mitt öra ett ljud, det svällde upp mer och mer, jag kunde inte längre föreställa mig själv i en dröm, musik ljöd, och vilken musik! När den hade klingat ut kom R till mig med de fem barnen och räckte mig partituret till "Symfonisk födelsedagshälsning", jag grät, men det gjorde hela huset också. R. hade ställt sin orkester på trappan och på så sätt helgat vårt Tribschen för alltid! "Tribscher-idyllen" är namnet på verket. […] Efter frukosten återupptog orkestern, och i den nedre våningen ljöd idyllen, till allas vår förvåning; sedan Lohengrins brudprocession, Beethovens septett, och i slutet ännu en gång den aldrig hörda nog! Nu förstod jag R:s hemliga verk, nu också den gode domarens trumpet (han spelade Siegfried-temat på ett magnifikt sätt och hade lärt sig trumpeten särskilt för det)."
År 1938 startade Luzerns musikfestival framför huset under ledning av Arturo Toscanini. Inför en publik på 1200 personer stod Siegfried-Idyll på programmet. Det schweiziska Richard Wagner-sällskapet har funnits sedan 1956. Också under jubileumsåret 1983 (Wagner dog 1883) ägde en matiné med verk och texter av Richard Wagner rum i närvaro av Wagners barnbarn.